# Lema de Tukey
El Lema de Tukey (a veces citado como lema de Teichmüller-Tukey), enunciado por John Tukey y Oswald Teichmüller, es un lema que afirma que si {\displaystyle a} es un conjunto de carácter finito, entonces existe un elemento maximal para el conjunto ordenado {\displaystyle (a,\subseteq )}, esto es, un elemento maximal respecto a la inclusión. Este axioma, en la teoría de conjuntos de Zermelo-Fraenkel, es una más de las formas equivalentes del axioma de elección.
Su importancia radica en que puede utilizarse para demostrar fácilmente la existencia de bases de un espacio vectorial arbitrario, pues la familia de conjuntos vectores linealmente independientes es de carácter finito. Luego, este debe admitir un elemento maximal respecto a la inclusión (que ha de ser la base del espacio). 

## Definiciones
Un conjunto {\displaystyle a} es de carácter finito si para todo {\displaystyle x}, {\displaystyle x\in a} si y solo si todos sus subconjuntos finitos pertenecen a {\displaystyle a}.
Una propiedad {\displaystyle P} se dice de carácter finito si {\displaystyle \{x:P(x)\}} es un conjunto de carácter finito. Por ejemplo, la propiedad "ser totalmente ordenado", es de carácter finito.

## Enunciado del lema
Sea {\displaystyle a} un conjunto de carácter finito, entonces existe un elemento maximal para el conjunto ordenado {\displaystyle (a,\subseteq )}.